# Saint-Lambert, Calvados
Saint-Lambert är en kommun i departementet Calvados i regionen Normandie i norra Frankrike. Kommunen ligger i kantonen Thury-Harcourt som ligger i arrondissementet Caen. År 2022 hade Saint-Lambert 265 invånare.

## Befolkningsutveckling
Antalet invånare i kommunen Saint-Lambert
Referens:INSEE